# Trogenbachbrücke

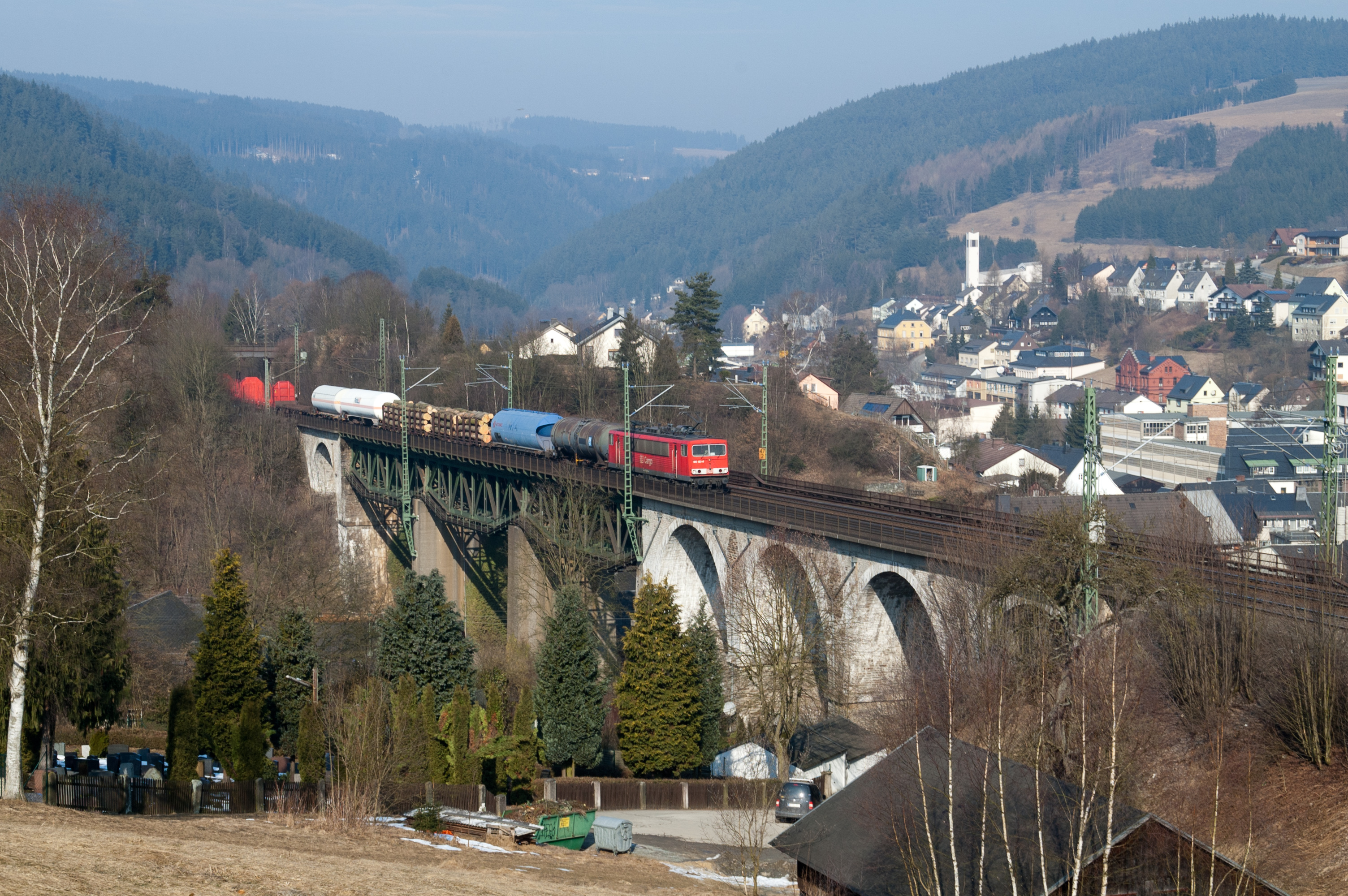
Trogenbachbrücke

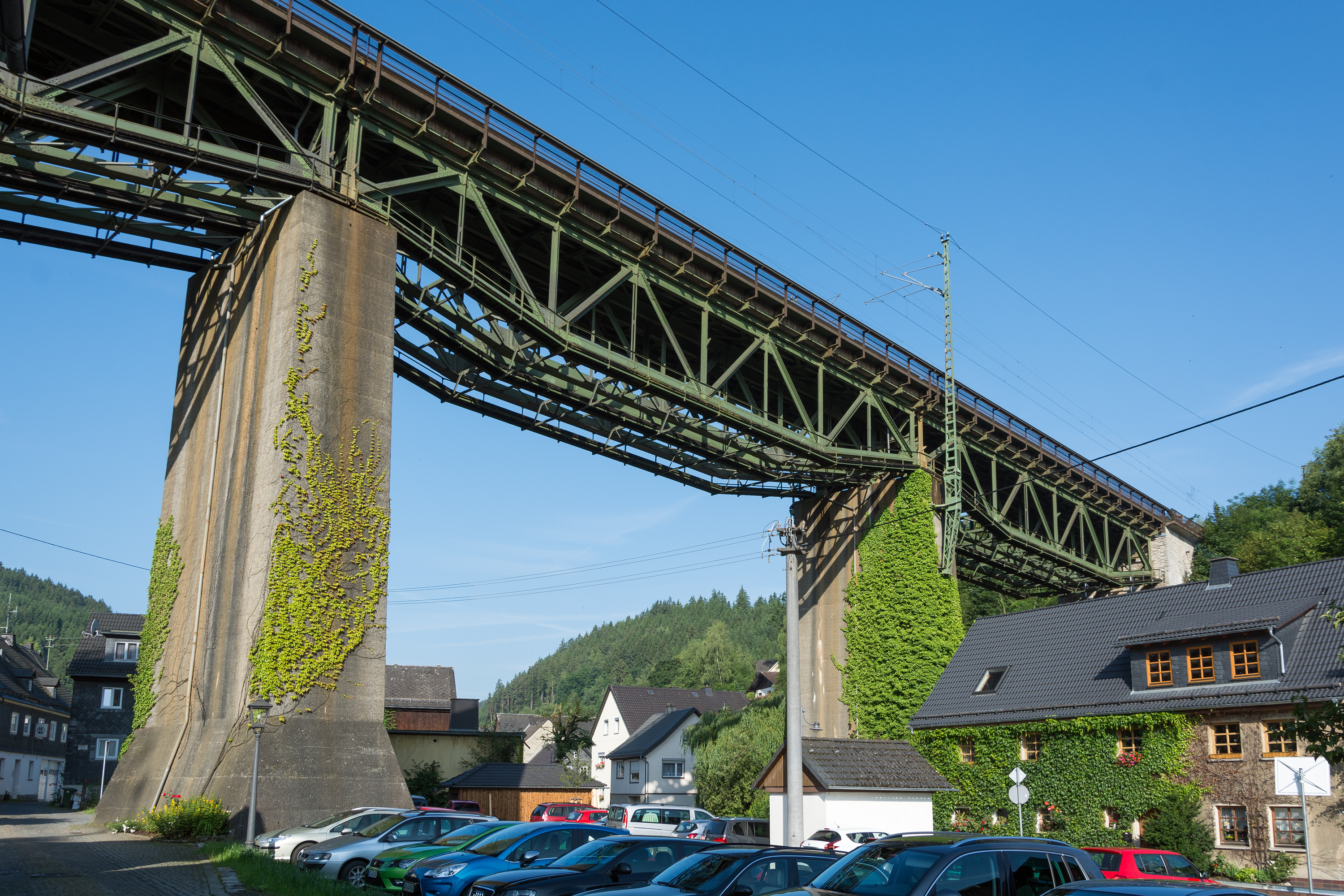
Die Trogenbachbrücke führt in Ludwigsstadt über Wohnbebauung

Die Trogenbachbrücke – oft auch Trogenbachviadukt genannt – ist eine Eisenbahnbrücke in der im Norden des oberfränkischen Landkreises Kronach gelegenen Stadt Ludwigsstadt. Über die Brücke verläuft die Bahnstrecke Hochstadt-Marktzeuln–Probstzella.

## Geschichte

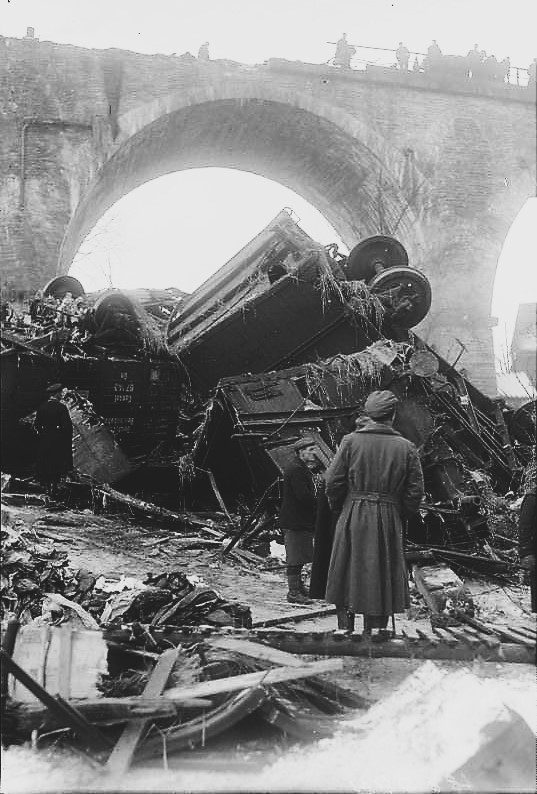
Eisenbahnunglück 1924

Die Trogenbachbrücke wurde in den Jahren 1883 bis 1885 erbaut, um mit einer durchgehenden Eisenbahnstrecke von Stockheim über Ludwigsstadt und Probstzella nach Eichicht die bereits existierenden Streckennetze in Bayern und Thüringen miteinander zu verbinden. Aufgrund der schlechten Verkehrsanbindung des Ortes wurde die Brücke nicht wie damals üblich als reine Stahlträgerkonstruktion errichtet, sondern zum Großteil von Hand mit Schiefer aus dem nahe gelegenen Lauenstein – seit 1978 ein Ortsteil von Ludwigsstadt – gemauert. Die Gesamtkosten für die Errichtung des Bauwerks beliefen sich auf 309.000 Mark.
Bei ihrer Eröffnung am 1. Oktober 1885 war die Bahnstrecke zunächst nur mit einem Gleis ausgestattet, obwohl die Brücke von Beginn an für einen zweigleisigen Betrieb ausgelegt war. Der betriebliche Ablauf mit Zugteilungen und vielen Leerfahrten der Schiebelokomotiven auf den beiden Steilrampen von Pressig-Rothenkirchen und Probstzella nach Steinbach am Wald machte jedoch schnell die Verlegung des zweiten Streckengleises erforderlich, sodass am 22. November 1890 der zweigleisige Betrieb aufgenommen werden konnte.
Im Zuge von Umbauarbeiten, die von Anfang 1923 bis 12. Mai 1924 dauerten, wurden die drei eisernen Kastenkonstruktionen der Brücke durch Fischbauchträger ersetzt. Weitere Bauarbeiten folgten im Herbst 1935, als die beiden gemauerten Tragpfeiler der Brücke als Vorbereitung der bevorstehenden Elektrifizierung der Bahnstrecke mit einer Ummantelung aus Beton verstärkt wurden.
Im Jahr 1945 sollte die Brücke gegen Ende des Zweiten Weltkriegs gesprengt werden, was jedoch durch den damaligen Zweiten Bürgermeister der Stadt verhindert werden konnte.
Durch die Deutsche Bundesbahn wurden in den Jahren 1955/56 Sanierungs- und Konservierungsmaßnahmen an den Gewölbebogen und im Jahr 1967 an den Eisenkonstruktionen durchgeführt.

### Eisenbahnunfall 1924
Am 18. Februar 1924 ereignete sich auf der aufgrund von Bauarbeiten nur eingleisig befahrbaren Trogenbachbrücke ein schweres Zugunglück. Ein die Gefällestrecke von Steinbach am Wald nach Probstzella befahrender Güterzug überfuhr eine Weiche vor der Brücke wegen defekter Bremsen mit zu hoher Geschwindigkeit und entgleiste. Die Lokomotive und 21 der 27 Wagen stürzten von der Brücke auf die darunter gelegenen Gebäude; zwei Personen starben hierbei.

## Konstruktion
Das Bauwerk, bei dem es sich um eine Kombination aus Steinbogen- und Balkenbrücke handelt, überquert mit einer Gesamtlänge von 200 Metern das Tal des Trogenbachs, der in Ludwigsstadt in die Loquitz mündet; die größte Höhe über Talgrund beträgt 26 Meter, womit die Brücke damals zu den höchsten Eisenbahnviadukten Deutschlands zählte. Am Südhang des Tals stehen zunächst vier gemauerte Steinbogen mit 14,5 Meter Weite, an die sich drei jeweils 32 Meter lange stählerne Fachwerkträger mit oben liegender Fahrbahn anschließen, die von zwei gemauerten Pfeilern getragen werden. Die beiden Pfeiler wurden 1935 zusätzlich mit einer Betonummantelung verstärkt. Am Nordhang des Tals folgt ein weiterer gemauerter Steinbogen mit 14,5 Meter Weite.